# Кукушкін Сергій Михайлович
Сергій Михайлович Кукушкін (24 липня 1985, м. Мінськ, СРСР) — білоруський хокеїст, нападник. Виступає за «Неста» (Торунь) у Польській Екстралізі. Майстер спорту міжнародного класу.
Вихованець СДЮШОР «Юність» (Мінськ). Виступав за «Юність» (Мінськ), «Юніор» (Мінськ), «Індіана Айс» (ХЛСШ), «Капітан» (Ступіно), «Динамо» (Москва), «Лада» (Тольятті), «Металург» (Жлобин), «Динамо» (Мінськ), «Керамін» (Мінськ), «Німан» (Гродно).
У складі національної збірної Білорусі провів 41 матч (6 голів, 4 передачі), учасник чемпіонатів світу 2006 і 2007. У складі молодіжної збірної Білорусі учасник чемпіонатів світу 2004 (дивізіон I) і 2005. У складі юніорської збірної Білорусі учасник чемпіонату світу 2003.
Чемпіон Білорусі (2004), бронзовий призер (2011). Володар Кубка Шпенглера (2009). Фіналіст Кубка Білорусі (2010).